# Чинадіївська селищна рада
Чинаді́ївська се́лищна ра́да — адміністративно-територіальна одиниця та орган місцевого самоврядування в Мукачівському районі Закарпатської області. Адміністративний центр — селище міського типу Чинадійово.

## Загальні відомості
- Населення ради: 7 258 осіб (станом на 2001 рік)

## Населені пункти
Селищній раді підпорядковані населені пункти:
- смт Чинадійово
- с. Карпати
- с. Синяк

## Склад ради
Рада складається з 30 депутатів та голови.
- Голова ради: Андрушко Володимир Миколайович
- Секретар ради: Мелеш Леся Юріївна

### Керівний склад попередніх скликань
| Прізвище, ім'я, по батькові | Основні відомості                                                | Дата обрання | Дата звільнення |
| --------------------------- | ---------------------------------------------------------------- | ------------ | --------------- |
| Мошак Іван Іванович         | Селищний голова, 1956 року народження, освіта вища, безпартійний | 26.03.2006   | 31.10.2010      |
| Мошак Іван Іванович         | Селищний голова, 1956 року народження, освіта вища, безпартійний | 31.10.2010   | 25.10.2020      |

Примітка: таблиця складена за даними сайту Верховної Ради України

### Депутати
За результатами місцевих виборів 2010 року депутатами ради стали:

#### За суб'єктами висування
| Суб'єкт висування | Кількість обраних депутатів | %   |
| ----------------- | --------------------------- | --- |
| Самовисування     | 26                          | 100 |

#### За округами
| № округу | Прізвище, ім'я, по батькові    | Дата визнання обраним | Освіта             | Партійна приналежність                  | Відомості про обраного депутата                                                                                                |
| -------- | ------------------------------ | --------------------- | ------------------ | --------------------------------------- | --- |
| 1        | Фекете Василь Юрійович         | 05.11.2010            | вища               | позапартійний                           | Чинадіївська загальноосвітня школа І-ІІІ ст., вчитель                                                                          |
| 2        | Білей Михайло Михайлович       | 05.11.2010            | середня спеціальна | позапартійний                           | санаторій «Синяк», водій |
| 3        | Рейші Олександр Михайлович     | 05.11.2010            | вища               | позапартійний                           | тимчасово не працює |
| 4        | Турянчик Петро Петрович        | 05.11.2010            | середня спеціальна | позапартійний                           | тимчасово не працює |
| 5        | Гольча Василь Васильович       | 05.11.2010            | вища               | позапартійний                           | тимчасово не працює |
| 6        | Ігнатенко Алла Василівна       | 05.11.2010            | середня спеціальна | позапартійна                            | КП «Чинадіївське виробниче управління житлово-комунального господарства», заступник начальника                                 |
| 7        | Кадар Ігор Антонович           | 05.11.2010            | вища               | позапартійний                           | Чинадіївська загальноосвітня школа І-ІІІ ст., вчитель                                                                          |
| 8        | Цап Іван Іванович              | 05.11.2010            | вища               | член Політичної партії «Сильна Україна» | Львівський національний аграрний університет, студент                                                                          |
| 9        | Садварі Вячеслав Юрійович      | 05.11.2010            | вища               | позапартійний                           | тимчасово не працює |
| 10       | Грицюк Олександр Володимирович | 05.11.2010            | вища               | позапартійний                           | Мукачівська ЦРЛ, лікар-хірург                                                                                                  |
| 11       | Софілканич Юрій Васильович     | 05.11.2010            | вища               | позапартійний                           | Чинадіївське споживче товариство, голова правління                                                                             |
| 12       | Турянчик Іван Іванович         | 05.11.2010            | середня спеціальна | позапартійний                           | Мукачівська ЦРЛ, зубний технік                                                                                                 |
| 13       | Станкович Анатолій Антонович   | 05.11.2010            | середня            | позапартійний                           | Ужгородський район електромереж, штукатур 6-го розряду                                                                         |
| 14       | Туряниця Мелана Михайлівна     | 05.11.2010            | вища               | позапартійна                            | Чинадіївська селищна рада, секретар                                                                                            |
| 15       | Гудачок Олександр Іванович     | 05.11.2010            | вища               | позапартійний                           | Мукачівське РВ УМВС України в Закарпатській області, оперуповноважений сектору держ. служби боротьби з економічною злочинністю |
| 16       | Жеребак Марія Іванівна         | 05.11.2010            | середня спеціальна | позапартійна                            | КП «Чинадіївське виробниче управління житлово-комунального господарства», заступник начальника                                 |
| 17       | Софілканич Юрій Васильович     | 05.11.2010            | середня спеціальна | член Соціалістичної партії України      | пенсіонер |
| 18       | Уйгелі Ервін Ервінович         | 05.11.2010            | середня спеціальна | позапартійний                           | приватний підприємець |
| 19       | Глагола Василь Васильович      | 05.11.2010            | середня спеціальна | позапартійний                           | Мукачівський район електромереж, в.о. начальника                                                                               |
| 20       | Ростягай Петро Юрійович        | 05.11.2010            | середня спеціальна | позапартійний                           | ТзОВ «Нафтогазбудсервіс», директор                                                                                             |
| 21       | Головко Василь Васильович      | 05.11.2010            | середня            | позапартійний                           | Мукачівська філія ВАТ «Закарпаття», контролер                                                                                  |
| 22       | Бангрович Василь Золтанович    | 05.11.2010            | вища               | позапартійний                           | ТОВ «Форт», директор |
| 23       | Софілканич Едіта Василівна     | 05.11.2010            | вища               | член Партії регіонів                    | ТОВ «Панорама», головний бухгалтер                                                                                             |
| 24       | Казмерчук Василь Федорович     | 05.11.2010            | середня            | позапартійний                           | ТОВ «Ено Меблі ЛТД», начальник майстерні по ремонту автотранспортної техніки                                                   |
| 25       | Кучінка Василь Дмитрович       | 05.11.2010            | вища               | член Партії регіонів                    | водоканал м. Мукачево, моторист                                                                                                |
| 26       | Махлинець Мар'яна Андріївна    | 05.11.2010            | вища               | позапартійна                            | Чинадіївська загальноосвітня школа І-ІІІ ст., заступник директора з навчально-виховної роботи                                  |
| 27       | Богдан Олена Іванівна          | 05.11.2010            | середня            | позапартійна                            | приватний підприємець |
| 28       | Кузьма Георгій Андрійович      | 05.11.2010            | середня            | позапартійний                           | пенсіонер |
| 29       | Арендаш Василь Петрович        | 05.11.2010            | вища               | позапартійний                           | державна виконавча служба Свалявського районного управління юстиції, начальник відділу юстиції                                 |
| 30       | Кохан Василь Васильович        | 05.11.2010            | середня спеціальна | позапартійний                           | Чинадіївська загальноосвітня школа І-ІІІ ст., оператор                                                                         |